# Lewisepeira
Lewisepeira is een geslacht van spinnen uit de  familie van de wielwebspinnen (Araneidae).

## Soorten
- Lewisepeira boquete Levi, 1993
- Lewisepeira chichinautzin Levi, 1993
- Lewisepeira farri (Archer, 1958)
- Lewisepeira maricao Levi, 1993